# 倒立俯卧撑

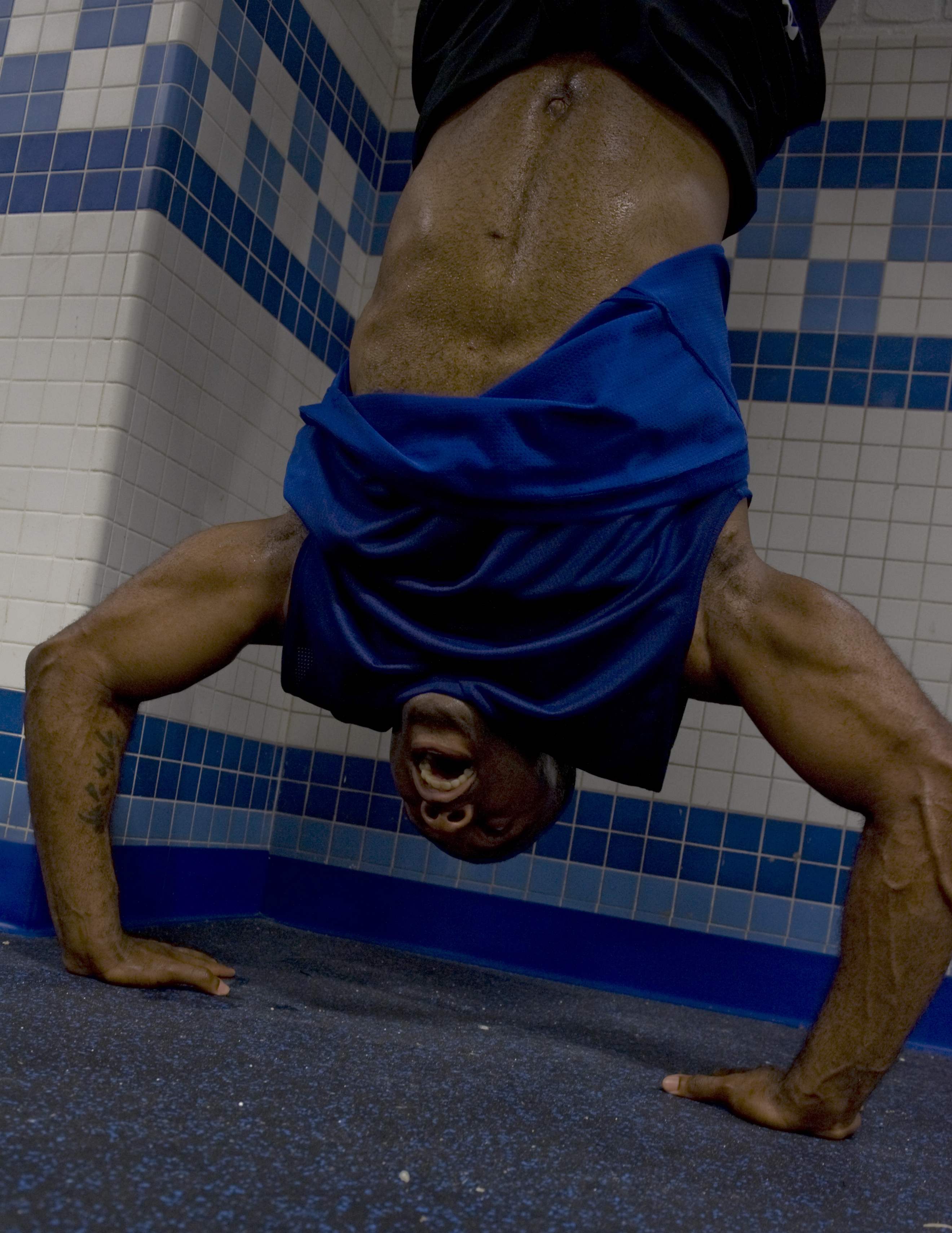
鍛鍊者擺出倒立的姿勢

倒立俯卧撑，顧名思義，以倒立方式進行，是俯卧撑的一種。初學者可以雙腳靠牆借力，待核心力量建立後，應以自由倒立為標準動作。此運動要求相當的力量和平衡力，主要訓練肱三頭肌、胸大肌、三角肌及整體腹部的肌肉，涉及的肌肉基本上與軍式推舉相似，只是撐起的不是啞鈴或槓鈴，而是鍛鍊者自身的體重。

## 外部連結
- Handstand Push Up Video Demonstration（英文）
- YouTube上的Demonstration of freestanding press-ups on parallettes（英文）
- YouTube上的Tips on How to do Handstand Pushups and make them easier or harder for you（英文）